# Draft WNBA 2005
2004 2006
La draft WNBA 2005 est la cérémonie annuelle de la draft WNBA lors de laquelle les franchises de la WNBA choisissent les joueuses dont elles pourront négocier les droits d’engagement.
Le choix s'opère dans un ordre déterminé par le classement de la saison précédente, les équipes les plus mal classés obtenant les premiers choix. Sont éligibles les joueuses américaines ou scolarisées aux États-Unis allant avoir 22 ans dans l'année calendaire de la draft, ou diplômées ou ayant entamé des études universitaires quatre ans auparavant. Les joueuses « internationales » (ni nées ni ne résidant aux États-Unis) sont éligibles si elles atteignent 20 ans dans l'année suivant la draft.
La draft est organisée le 16 avril 2005 à Secaucus, dans l’État américain du New Jersey, dans les studios de NBA Entertainment. Le Sting de Charlotte obtiennent le premier choix de la draft 2005. Le Fever de l'Indiana obtient le second choix. Le Mercury de Phoenix obtient le troisième choix. Le premier choix de la draft est Janel McCarville.

## Draft
| ^ | Signale une joueuse qui a été intronisé au Basketball Hall of Fame                                                                  |
| * | Signale une joueuse qui a été sélectionné pour au moins un match annuel WNBA All-Star Game et une récompense annuelle All-WNBA Team |
| + | Signale une joueuse qui a été sélectionné pour au moins un match annuel WNBA All-Star Game                                          |
| x | Signale un joueur qui a été sélectionné pour au moins une récompense annuelle All-WNBA Team                                         |
| R | Signale le joueur qui a remporté le titre de WNBA Rookie of the Year                                                                |

### Premier tour
| Choix | Nom              | Position | Nationalité                     | Équipe                                       | Provenance                               |
| ----- | ---------------- | -------- | ------------------------------- | -------------------------------------------- | ---------------------------------------- |
| 1     | Janel McCarville | Pivot    | États-Unis                      | Sting de Charlotte                           | Minnesota                                |
| 2     | Tan White        | Arrière  | États-Unis                      | Fever de l'Indiana                           | Mississippi State                        |
| 3     | Sandora Irvin    | Ailière  | États-Unis                      | Mercury de Phoenix                           | TCU                                      |
| 4     | Kendra Wecker    | Ailière  | États-Unis                      | Silver Stars de San Antonio                  | Kansas State                             |
| 5     | Sancho Lyttle+   | Ailière  | Saint-Vincent-et-les-Grenadines | Comets de Houston                            | Houston                                  |
| 6     | Temeka Johnson R | Meneuse  | États-Unis                      | Mystics de Washington                        | LSU                                      |
| 7     | Kara Braxton+    | Pivot    | États-Unis                      | Shock de Détroit                             | Georgia                                  |
| 8     | Katie Feenstra   | Pivot    | États-Unis                      | Silver Stars de San Antonio (du Connecticut) | Liberty                                  |
| 9     | Kristin Haynie   | Meneuse  | États-Unis                      | Monarchs de Sacramento                       | Michigan State                           |
| 10    | Loree Moore      | Meneuse  | États-Unis                      | Liberty de New York                          | Tennessee                                |
| 11    | Kristen Mann     | Ailière  | États-Unis                      | Lynx du Minnesota                            | Université de Californie à Santa Barbara |
| 12    | Tanisha Wright   | Arrière  | États-Unis                      | Storm de Seattle                             | Penn State                               |
| 13    | Dionnah Jackson  | Meneuse  | États-Unis                      | Shock de Détroit                             | Oklahoma                                 |

| Rang | Joueuse             | Nationalité | Équipe WNBA                 | Université/club |
| ---- | ------------------- | ----------- | --------------------------- | --------------- |
| 14   | Shyra Ely           | États-Unis  | Silver Stars de San Antonio | Tennessee       |
| 15   | Roneeka Hodges      | États-Unis  | Comets de Houston           | Florida State   |
| 16   | Yolanda Paige       | États-Unis  | Fever de l'Indiana          | West Virginia   |
| 17   | Jacqueline Batteast | États-Unis  | Lynx du Minnesota           | Notre Dame      |
| 18   | Angelina Williams   | États-Unis  | Mercury de Phoenix          | Illinois        |
| 19   | Erica Taylor        | États-Unis  | Mystics de Washington       | Louisiana Tech  |
| 20   | Nikita Bell         | États-Unis  | Shock de Détroit            | North Carolina  |
| 21   | Erin Phillips       | Australie   | Sun du Connecticut          | Australie       |
| 22   | Chelsea Newton      | États-Unis  | Monarchs de Sacramento      | Rutgers         |
| 23   | Tabitha Pool        | États-Unis  | Liberty de New York         | Michigan        |
| 24   | Jessica Moore       | États-Unis  | Sting de Charlotte          | Connecticut     |
| 25   | Ashley Battle       | États-Unis  | Storm de Seattle            | Connecticut     |
| 26   | DeeDee Wheeler      | États-Unis  | Sparks de Los Angeles       | Arizona         |

| Rang | Joueuse             | Nationalité | Équipe WNBA                 | Université/club          |
| ---- | ------------------- | ----------- | --------------------------- | ------------------------ |
| 27   | Cathrine Kraayeveld | États-Unis  | Silver Stars de San Antonio | Oregon                   |
| 28   | Jenni Dant          | États-Unis  | Comets de Houston           | DePaul                   |
| 29   | Ashley Earley       | États-Unis  | Fever de l'Indiana          | Vanderbilt               |
| 30   | Anne O'Neil         | États-Unis  | Monarchs de Sacramento      | Iowa State               |
| 31   | Jamie Carey         | États-Unis  | Mercury de Phoenix          | Texas                    |
| 32   | Tashia Morehead     | États-Unis  | Mystics de Washington       | Florida                  |
| 33   | Jenni Lingor        | États-Unis  | Shock de Détroit            | Southwest Missouri State |
| 34   | Megan Mahoney       | États-Unis  | Sun du Connecticut          | Kansas State             |
| 35   | Cisti Greenwalt     | États-Unis  | Monarchs de Sacramento      | Texas Tech               |
| 36   | Rebecca Richman     | États-Unis  | Liberty de New York         | Rutgers                  |
| 37   | Monique Bivins      | États-Unis  | Lynx du Minnesota           | Alabama                  |
| 38   | Steffanie Blackmon  | États-Unis  | Storm de Seattle            | Baylor                   |
| 39   | Heather Schreiber   | États-Unis  | Sparks de Los Angeles       | Texas                    |